# Jimmy Bain
Jimmy Bain   (Newtonmore, 19 de desembre de 1947 - oceà Atlàntic, 23 de gener de 2016) fou un baixista escocès famós per haver tocat en els grups Rainbow i Dio amb Ronnie James Dio. Va treballar amb Thin Lizzy amb en Phil Lynott, co-escriptor en els seus àlbums en solitari.
Bain va néixer a Newtonmore, Highland, a Escòcia.
Jimmy Bain va actuar en diversos grups locals novells abans d'emigrar a Vancouver amb la seva família. En els seus primers vint anys va actuar professionalment a Street Noise. Va tornar a Londres, i es va unir a Harlot a principis de 1974, després d'haver rebutjat l'oferta per entrar a The Babys.

## Rainbow
En Bain va demanar d'unir-se a Rainbow després d'en Ritchie Blackmore hagués fet un concert a Marquee.
Jimmy hauria d'haver gravat el Rising i actuat a la següent gira mundial. El gener de 1977, en Bain es va unir al grup.
En Jimmy llavors va rondar per Europa amb en John Cale i després va aparèixer al Overnight Angels de Ian Hunter.

## Discografia

### Amb Rainbow
- Rising (1976)
- On Stage (1977)
- Live in Germany (1994)

### Amb Mike Montgomery
- Solo (1976)

### Amb Phil Lynott
- Solo in Soho (1980)
- The Philip Lynott Album (1982)

### Amb Wild Horses
- Wild Horses (1980)
- Stand Your Ground (1981)

### Amb Gary Moore
- Dirty Fingers (1983)

### Amb Dio
- Holy Diver (1983)
- The Last in Line (1984)
- Sacred Heart (1985)
- Intermission (1986)
- Dream Evil (1987)
- Magica (2000)
- Killing the Dragon (2002)

### Amb World War III
- World War III (1991)